# Jules Dauban
Jules Joseph Dauban, né le 31 mai 1822 à Paris et mort en 1908 à Sainte-Foy-la-Grande (Gironde), est un peintre français.

## Biographie
La famille Dauban s'installe à Angers en 1844, à la suite de la nomination du père de Jules Dauban à la direction de l'école des arts et métiers d'Angers. Son frère, Charles-Aimé Dauban (1820-1876), a été nommé en 1858 conservateur sous-directeur-adjoint au cabinet des estampes de la Bibliothèque nationale de France.
Il se forme à la peinture à l'École des beaux-arts d'Angers et devient ensuite élève d'Auguste Debay à l'École des beaux-arts de Paris où il est admis le 2 octobre 1844.
Jules Dauban expose chaque année au Salon à partir de 1847. Il y obtient une médaille en 1864.
En 1849, il devint directeur de l'École des beaux-arts d'Angers. Il épouse Émilie Biolay en 1864 et adopte le fils qu'elle a eu d'un premier mariage Charles Guillier, qui deviendra Charles Guillier Dauban, futur commissaire en chef de la Marine, décoré de la Légion d'honneur. 
Il est nommé chevalier de la Légion d'honneur en août 1868, élu membre de l'Institut en 1873, nommé officier d'Académie en 1879 et officier de l'Instruction publique en 1884. 
En 1888, Jules Dauban devient inspecteur de l'enseignement du dessin et des musées jusqu'à sa retraite en 1889.
Ses talents de peintre s'expriment aussi dans les décorations et les peintures murales qu'il réalise dans des églises et chapelles d'Anjou et de Bretagne.
Il aménage également les intérieurs de la préfecture de Maine-et-Loire, du foyer du nouveau théâtre d'Angers, du musée des Beaux-Arts de la ville, de la chapelle de l'hôpital d'Angers et de la mairie d'Angers pour laquelle il peint la Remise de la charte aux bourgeois de la ville d'Angers par le roi de France Louis XI en 1901.
Jules Dauban fut conservateur au musée des Beaux-Arts d'Angers durant quarante années. 
Il est enterré au cimetière de l'Est à Angers.

## Œuvres
- Bethsabée au bain, Salon de 1847, localisation inconnue.
- Qui donne aux pauvres, donne à Dieu, Salon de 1848, localisation inconnue.
- Le Christ au pied de la croix, Salon de 1851, localisation inconnue.
- Bacchante, Salon de 1852, localisation inconnue.
- Louis XI présente aux notables angevins Guillaume de Cerisay en qualité de maire, en 1474, Salon de 1861, localisation inconnue.
- Réception d'un étranger chez les Trappistes[2], Salon de 1864, réexposé en 1867, musée des Beaux-Arts d'Angers.
- Trappiste donnant le baiser de paix avant la communion, Salon de 1865, réexposée en 1867, musée des Beaux-Arts d'Angers.
- La Mort du trappiste, Salon de 1867, localisation inconnue.
- Portait de Grégoire Bordillon, préfet du Maine-et-Loire en 1848, musée des Beaux-Arts d'Angers.
- Remise de la charte aux bourgeois de la ville d'Angers par le roi de France Louis XI (1901), hôtel de ville d'Angers.
- Quintin, basilique Notre-Dame-de-Délivrance : toiles marouflées réalisées de 1898 à 1901 sur les parois du chœur et retraçant l'épopée de la précieuse relique du fragment de la ceinture de la Vierge conservée dans l'édifice[3].

## Publications
- Notice des peintures et sculptures du Musée d'Angers et description de la galerie David d'Angers, Angers, Imprimerie Lachèse, Belleuvre et Dolbeau, 1870.

Œuvres de Jules Dauban
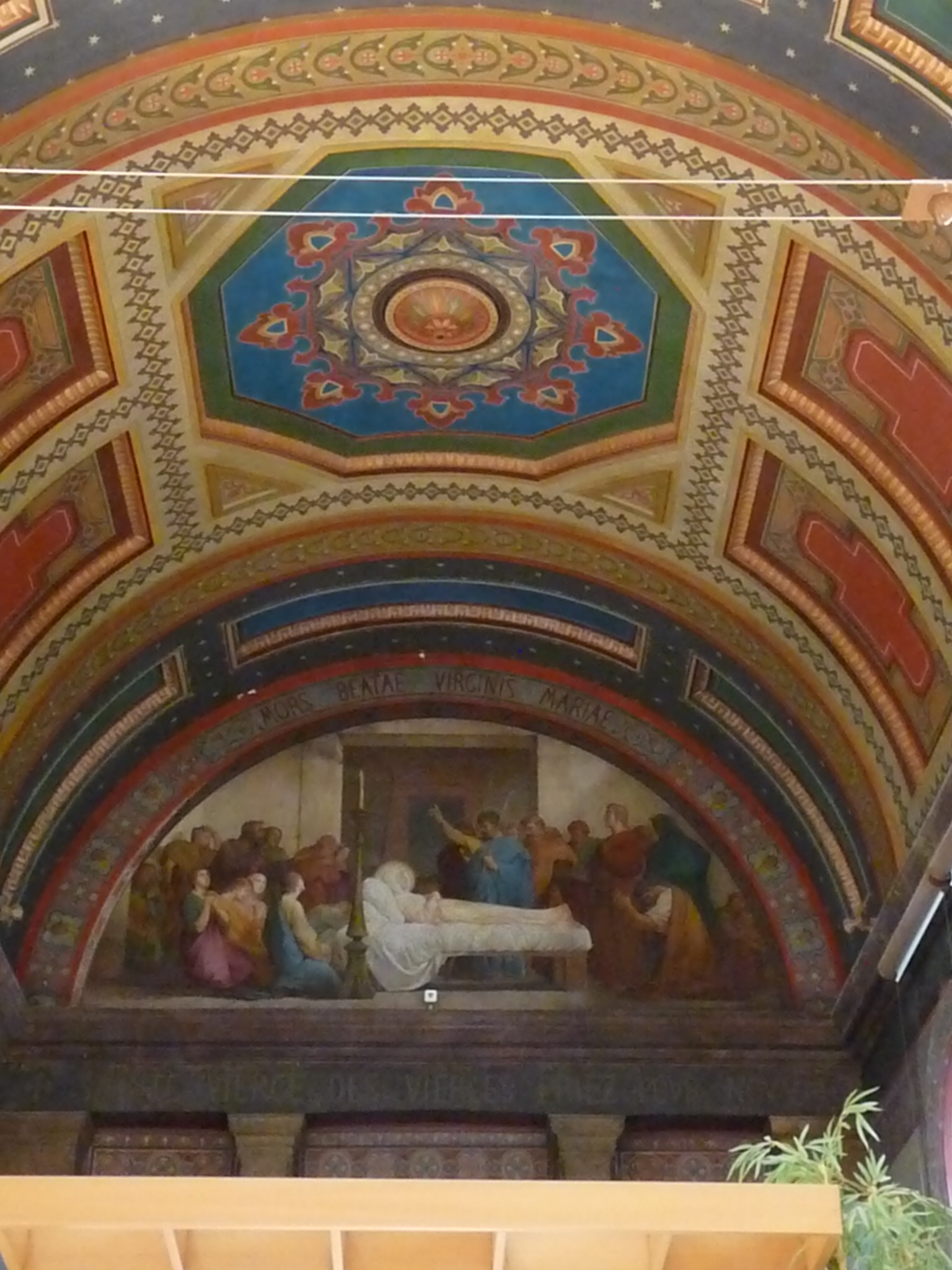
La Dormition de la Vierge (1860), Centre hospitalier universitaire d'Angers.
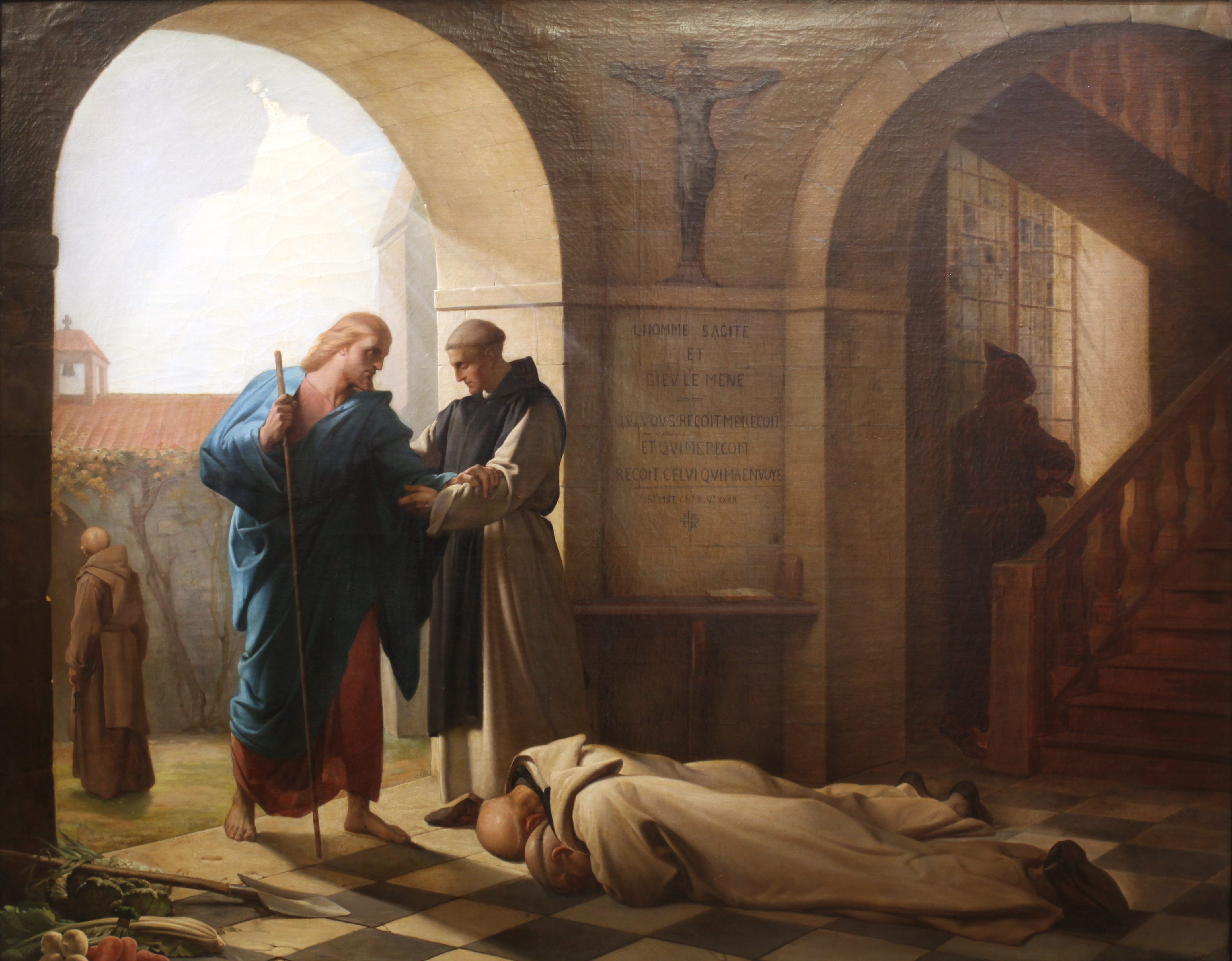
Réception d'un étranger chez les Trappistes (1864), musée des Beaux-Arts d'Angers.
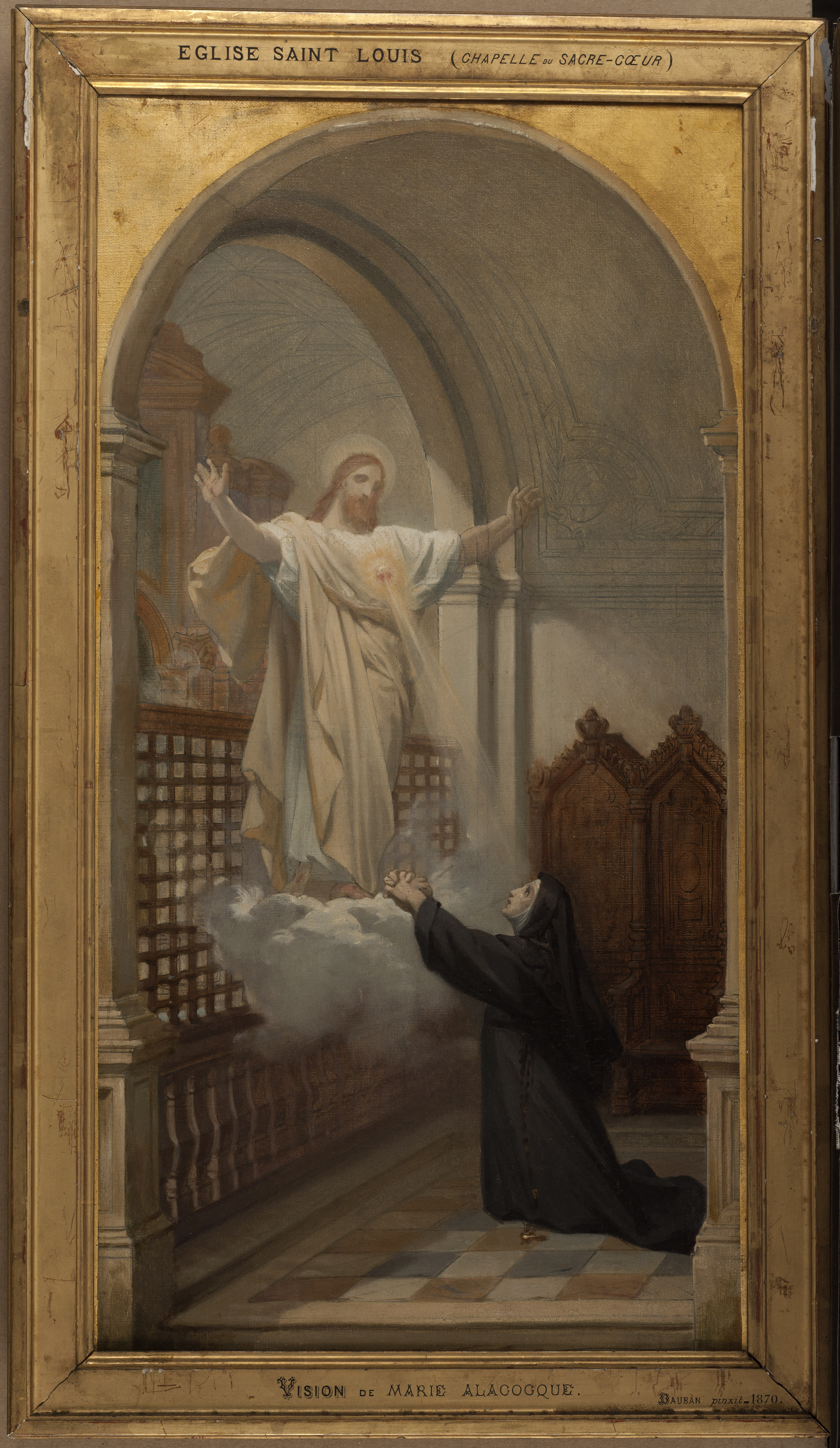
Esquisse pour l'église Saint-Louis-en-l'Île : vision de sainte Marie Alacocque (1870), Paris, Petit Palais.
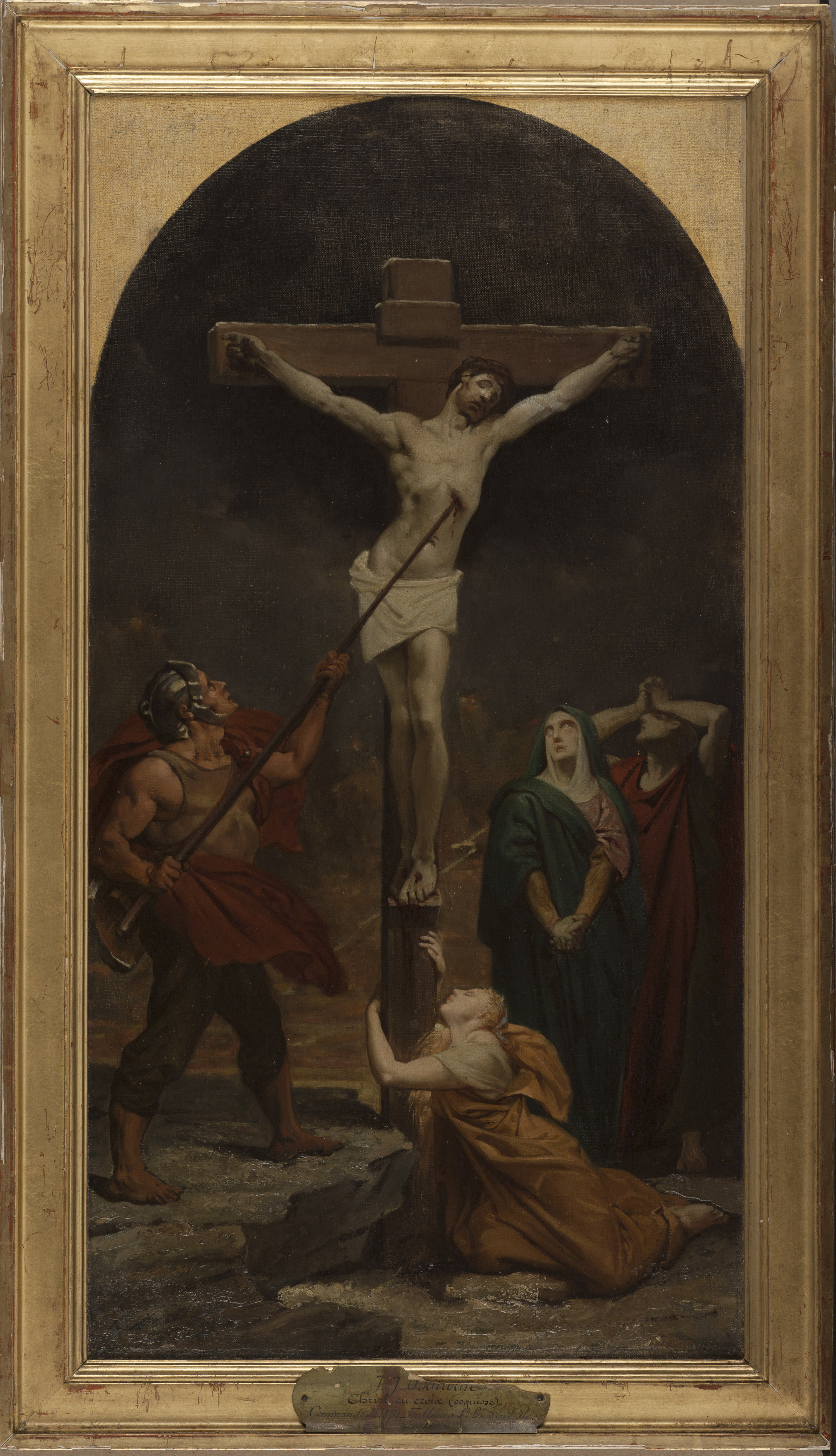
Esquisse pour l'église Saint-Louis-en-l'Île : le Christ en croix (1874), Paris, Petit Palais.
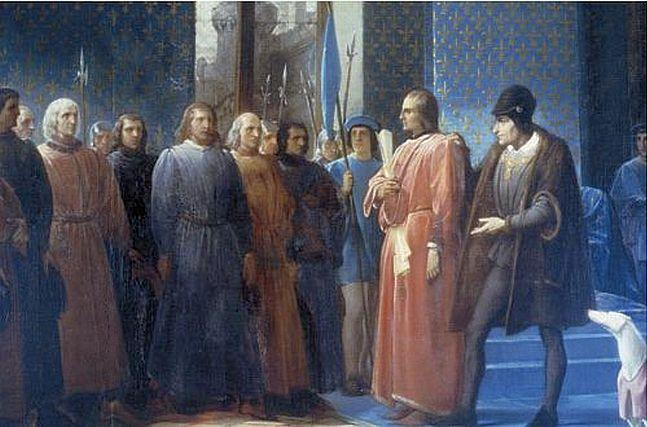
Remise de la charte aux bourgeois de la ville d'Angers par le roi de France Louis XI (1901), hôtel de ville d'Angers.